# Uncula lunata
Uncula lunata är en fjärilsart som beskrevs av Oswald Beltram Lower 1903. Uncula lunata ingår i släktet Uncula och familjen nattflyn. Inga underarter finns listade i Catalogue of Life.